# 아다마르 행렬
선형대수학에서 아다마르 행렬(또는 하다마드 행렬, Hadamard行列, 영어: Hadamard matrix)은 모든 성분이 ±1이며, 행벡터들과 열벡터들이 각각 서로 직교하는 정사각 행렬이다.

## 정의
실수 성분 {\displaystyle n\times n} 정사각 행렬 {\displaystyle M\in \operatorname {Mat} (n,n;\mathbb {R} )}에 대하여 다음 조건들이 서로 동치이며, 이를 만족시키는 {\displaystyle M}을 아다마르 행렬이라고 한다.
- 모든 성분이 {\displaystyle \pm 1}이며, {\displaystyle M/{\sqrt {n}}}은 직교 행렬이다.
- 모든 성분이 {\displaystyle \pm 1}이며, 모든 행벡터가 서로 직교한다. 즉, 임의의 {\displaystyle i,i'\in \{1,\dotsc ,n\}}에 대하여 {\displaystyle \textstyle \sum _{j=1}^{n}M_{ij}M_{i'j}=n\delta _{ij}}이다. 즉, {\displaystyle MM^{\top }=n1_{n\times n}}이다.
- 모든 성분이 {\displaystyle \pm 1}이며, 모든 열벡터가 서로 직교한다. 즉, 임의의 {\displaystyle j,j'\in \{1,\dotsc ,n\}}에 대하여 {\displaystyle \textstyle \sum _{i=1}^{n}M_{ij}M_{ij'}=n\delta _{jj'}}이다. 즉, {\displaystyle M^{\top }M=n1_{n\times n}}이다.
- 모든 성분이 절댓값 1 이하의 실수이며, {\displaystyle \det M=\pm n^{n/2}}이다.

여기서 {\displaystyle \delta }는 크로네커 델타이다.

### 아다마르 설계
첫째 행과 첫째 열이 모두 +1만으로 구성된 아다마르 행렬을 표준형 아다마르 행렬(標準型Hadamard行列, 영어: standard Hadamard matrix)이라고 한다. 모든 아다마르 행렬은 행 및 열의 순열 및 −1을 곱하는 것을 통해 표준형으로 만들 수 있다.
{\displaystyle n\times n} 표준형 아다마르 행렬 {\displaystyle M_{n\times n}}이 주어졌을 때,
1. 첫째 행과 첫째 열을 제거하고,
2. 성분을 {\displaystyle (+1,-1)\mapsto (+1,0)}으로 치환하자.

그렇다면, 성분이 0 또는 1인 {\displaystyle (n-1)\times (n-1)} 정사각 행렬을 얻는다.
만약 {\displaystyle n}이 4의 배수일 경우, 이 {\displaystyle (n-1)\times (n-1)} 행렬은 {\displaystyle (t=2,n/2-1,n-1)}-블록 설계의 결합 행렬을 이루며,
{\displaystyle \lambda _{0}=n-1}
{\displaystyle \lambda _{1}=n/2-1}
{\displaystyle \lambda _{2}=n/4-1}
이다. 즉,
- {\displaystyle n-1}개의 블록이 있으며,
- 모든 점은 {\displaystyle n/2-1}개의 블록에 속하며,
- 서로 다른 임의의 두 점은 {\displaystyle n/4-1}개의 블록에 공통적으로 속한다.

이를 아다마르 설계(Hadamard設計, 영어: Hadamard design)라고 한다.
반대로, {\displaystyle \lambda _{0}=n-1}인 {\displaystyle (2,n/2,n-1)}-블록 설계가 주어졌을 때, 위와 같이 표준형 아다마르 행렬을 재구성할 수 있다.

## 성질

### 존재
임의의 자연수 {\displaystyle n\in \mathbb {N} }에 대하여, {\displaystyle n\times n} 아다마르 행렬이 존재할 필요 조건은 다음과 같다.
{\displaystyle n\in \{1,2\}}이거나, 또는 {\displaystyle n}은 4의 배수이다.
이 조건이 필요 충분 조건이라는 추측은 아다마르 추측(Hadamard推測, 영어: Hadamard conjecture)이라고 하며, 아직 증명되거나 반증되지 못했다. 다만, 적어도 {\displaystyle n<668}에 대해서는 위 조건이 필요 충분 조건이다.
{\displaystyle n\times n} 아다마르 행렬이 존재하기 위한 알려진 충분 조건은 다음이 있다.
- {\displaystyle n}은 다음과 같은 꼴의 양의 정수들의 곱이다.
  - 2
  - {\displaystyle q+1}, {\displaystyle q\equiv 3{\pmod {4}}}, {\displaystyle q}는 소수의 거듭제곱
  - {\displaystyle 2(q+1)}, {\displaystyle q\equiv 1{\pmod {4}}}, {\displaystyle q}는 소수의 거듭제곱

### 행렬식
행렬 공간 {\displaystyle {\mathcal {X}}_{n}=\{M\in \operatorname {Mat} (n,n;\mathbb {R} )\colon |M_{ij}|\leq 1\;\forall i,j\}}을 정의하자. 그렇다면, 아다마르 부등식(영어: Hadamard inequality)에 따르면,
{\displaystyle \forall M\in {\mathcal {X}}_{n}\colon |\det M|\leq n^{n/2}}
이다.
{\displaystyle n\times n} 아다마르 행렬의 행렬식은 {\displaystyle \pm n^{n/2}}이다. 즉, 만약 {\displaystyle n\times n} 아다마르 행렬이 존재한다면, 이는 {\displaystyle {\mathcal {X}}_{n}} 위에서 행렬식 절댓값 함수 {\displaystyle M\mapsto |\det M|}를 최대화한다.

### 정칙 아다마르 행렬
{\displaystyle n\times n} 아다마르 행렬 {\displaystyle H}의 초과량(超過量, 영어: excess)은 그 모든 성분들의 합이다.
{\displaystyle \operatorname {E} (H)=\sum _{i,j}H_{i,j}\in \mathbb {Z} }
이는 다음과 같은 상계를 갖는다.
{\displaystyle |\operatorname {E} (H)|\leq n^{3/2}}
{\displaystyle n\times n} 아다마르 행렬 {\displaystyle H}에 대하여 다음 두 조건이 서로 동치이며, 이를 만족시키는 아다마르 행렬을 정칙 아다마르 행렬(영어: regular Hadamard matrix)이라고 한다.
- {\displaystyle \operatorname {E} (H)=n^{3/2}}
- 각 행의 합과 각 열의 합이 각각 일정하다. 즉, 임의의 {\displaystyle i,i'\in \{1,2,\dotsc ,n\}}에 대하여, {\displaystyle \textstyle \sum _{j=1}^{n}(M_{i,j}-M_{i',j})=\sum _{j=1}^{n}(M_{j,i}-M_{j,i'})=0}이다.

정칙 아다마르 행렬의 크기는 항상 제곱수이다. 즉, {\displaystyle 1\times 1} 또는 {\displaystyle 4m^{2}\times 4m^{2}}의 꼴이다.

## 연산
만약 {\displaystyle H}가 아다마르 행렬이라면, {\displaystyle -H} 역시 아다마르 행렬이다. 보다 일반적으로, 아다마르 행렬에 다음 연산을 가해도 아다마르 행렬을 이룬다.
- 임의의 한 열에 −1을 곱하기
- 임의의 한 행에 −1을 곱하기
- 열의 순서를 뒤바꾸기
- 행의 순서를 뒤바꾸기

### 실베스터 구성
임의의 두 아다마르 행렬
{\displaystyle H_{m\times m}\in \operatorname {Mat} (m,m;\mathbb {R} )}
{\displaystyle H_{n\times n}\in \operatorname {Mat} (n,n;\mathbb {R} )}
이 주어졌을 때, 그 크로네커 곱
{\displaystyle H_{m\times m}\otimes H_{n\times n}=H_{mn\times mn}}
은 역시 아다마르 행렬이다. 특히,
{\displaystyle H_{2\times 2}={\begin{pmatrix}1&1\\1&-1\end{pmatrix}}}
를 사용하여, 크기 {\displaystyle 2^{k}}의 아다마르 행렬들을 구성할 수 있다. 이를 실베스터 구성(영어: Sylvester’s construction)이라고 한다.
이에 따라,
{\displaystyle H_{1\times 1}={\begin{pmatrix}1\end{pmatrix}}}
로부터 시작하여 {\displaystyle 2^{k}\times 2^{k}} 크기의 아다마르 행렬들을 구성할 수 있다.

### 페일리 구성
페일리 구성(영어: Paley construction)은 유한체를 사용하여 아다마르 행렬을 구성하는 방법이다.
{\displaystyle q}가 홀수 소수의 거듭제곱이라고 하자. 이제, 함수
{\displaystyle \chi \colon \mathbb {F} _{q}\to \{-1,0,1\}}
{\displaystyle \chi \colon a\mapsto {\begin{cases}0&a=0\\1&a\in \{a^{2}\colon a\in \mathbb {F} _{q}^{\times }\}\\-1&a\not \in \{a^{2}\colon a\in \mathbb {F} _{q}\}\end{cases}}}
를 정의하자. (여기서 {\displaystyle \mathbb {F} _{q}}는 유한체이다.)
이제, 임의의 전단사 함수
{\displaystyle \{1,2,\dotsc ,q\}\to \mathbb {F} _{q}}
{\displaystyle i\mapsto a_{i}}
를 고르자. 그렇다면, {\displaystyle q\times q} 행렬
{\displaystyle Q_{ij}=\chi (a_{i}-a_{j})}
를 정의할 수 있다. 이를 야콥스탈 행렬(영어: Jacobsthal matrix)이라고 한다. 만약 {\displaystyle q\equiv 1{\pmod {4}}}일 경우 {\displaystyle -1\in \mathbb {F} _{q}}은 제곱수이며, {\displaystyle Q}는 대칭 행렬이다 ({\displaystyle Q_{ij}=Q_{ji}}). 반면, 만약 {\displaystyle q\equiv 3{\pmod {4}}}일 경우 {\displaystyle -1}은 제곱수가 아니며, {\displaystyle Q}는 반대칭 행렬이다 ({\displaystyle Q_{ij}=-Q_{ji}}).
이제, {\displaystyle (q+1)\times (q+1)} 행렬
{\displaystyle M_{(q+1)\times (q+1)}={\begin{pmatrix}0&j_{1\times q}\\-j_{q\times 1}&Q_{q\times q}\end{pmatrix}}}
을 정의할 수 있다. 여기서
{\displaystyle j_{1\times q}={\begin{pmatrix}1&1&\dotsm &1\end{pmatrix}}}
{\displaystyle j_{q\times 1}={\begin{pmatrix}1\\1\\\vdots \\1\end{pmatrix}}}
이다.
만약 {\displaystyle q\equiv 3{\pmod {4}}}일 경우,
{\displaystyle H_{(q+1)\times (q+1)}=1_{(q+1)\times (q+1)}+M_{(q+1)\times (q+1)}}
는 {\displaystyle (q+1)\times (q+1)} 아다마르 행렬이다.
만약 {\displaystyle q\equiv 1{\pmod {4}}}일 경우, {\displaystyle M}의 각 성분을
{\displaystyle 0\mapsto {\begin{pmatrix}1&-1\\-1&-1\end{pmatrix}}}
{\displaystyle \pm 1\mapsto \pm {\begin{pmatrix}1&1\\1&-1\end{pmatrix}}}
로 치환하면, {\displaystyle 2(q+1)\times 2(q+1)} 아다마르 행렬을 얻는다.

## 예
1×1 행렬
{\displaystyle {\begin{pmatrix}1\end{pmatrix}}}
및
{\displaystyle {\begin{pmatrix}-1\end{pmatrix}}}
은 아다마르 행렬이다. 이는 추가로 정칙 아다마르 행렬이다.
2×2 행렬
{\displaystyle {\begin{pmatrix}1&1\\1&-1\end{pmatrix}}}
은 표준형 아다마르 행렬이지만, 정칙 아다마르 행렬이 아니다.

## 역사
1867년에 제임스 조지프 실베스터가 {\displaystyle 2^{k}\times 2^{k}} 크기의 아다마르 행렬을 최초로 구성하였다. 이후 1893년에 자크 아다마르가 행렬의 행렬식의 절댓값의 최댓값의 상계를 발표하였으며, 이 때문에 이를 포화시키는 행렬이 “아다마르 행렬”이라고 불리게 되었다.
1933년에 레이먼드 에드워드 앨런 크리스토퍼 페일리(영어: Raymond Edward Alan Christopher Paley, 1907~1933)가 유한체를 사용한 페일리 구성을 발견하였다.

## 같이 보기
- 윌리엄슨 형식
- 심플렉틱 행렬